# Václav Kliment Klicpera

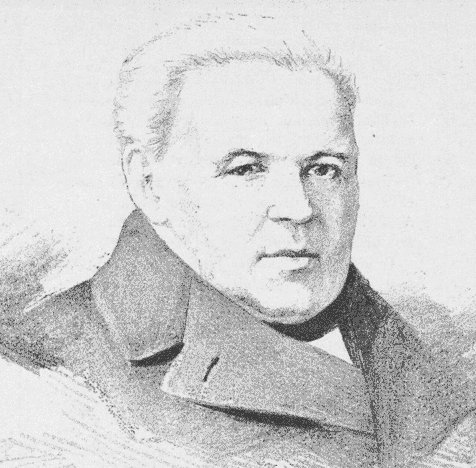
Václav Kliment Klicpera

Václav Kliment Klicpera, född 23 november 1792 i Chlumec nad Cidlinou, död 15 september 1859 i Prag, var en tjeckisk författare. 
Klicpera blev lektor i Hradec Králové och i Prag, men ägnade sig samtidigt med stor energi åt litteraturen, särskilt den dramatiska, och anses som den moderna teaterns skapare i det slaviska Böhmen. Hans lustspel och farser, som ännu delvis spelas, var mycket populära. Inalles författade han 57 dramatiska alster (bland annat komedier, skådespel, proverb och operatexter) med ämnen ur Böhmens forntid och nutid. Dessutom skrev han åtskilliga romaner och berättelser. Ett urval av hans dramatiska arbeten började utges 1898.